# Turbosteamer
Turbosteamer je BMW-jev koncept, ki bi uporabljal toploto vročih izpušnih plinov in toploto radiatorja za pogon majhne parne turbine - podobno kot pri plinsko parnih elektrarnah, le da bi uporabljal izpuh bencinskih in dizelskih motorjev.
Pri navadnem batnem motorju z notranjim zgorevanjem se okrog 20-40 % energije goriva pretvori v mehansko delo, okrog 30-35 % se pojavi kot toplota v hladilnem sistemu (radiatorju) in 30-35 % kot toplota izpušnih plinov. 
BMWjev parni motor naj bi proizvedel 14 KM in 20 Nm navora pri 1,8 litrskem motorju. Tako naj bi Turbosteamer prihranil 15 % goriva.. BMW je bil pionir na tem področju od leta 2000 pod vodstvom Raymonda Freymann, vendar naj bi se v praksi uporabil po letu 2015. Ta sistem bi se dalo namestiti v večino BMW-jevih modelov. 
BMW razmišlja tudi o uporabi termoelektričnih generatorjev, ki bi prav tako uporabljali odpadno toploto izpušnih plinov.